# Augustin Strauch

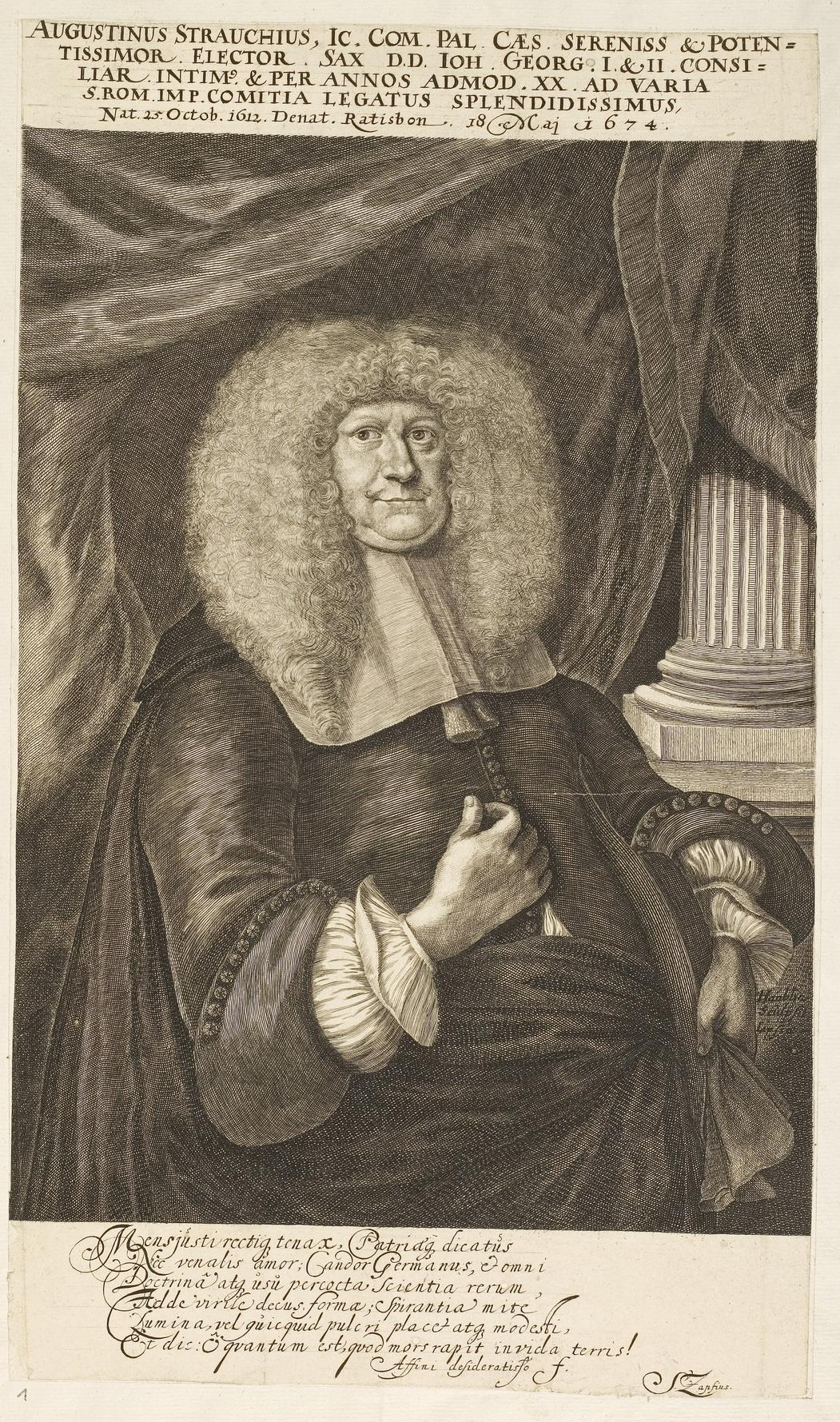
Augustin Strauch

Augustin Strauch (* 25. Oktober 1612 in Delitzsch; † 18. Mai 1674 in Regensburg) war ein deutscher Rechtswissenschaftler und nach 1653 Diplomat im Dienst des Kurfürstentums Sachsen am Reichstag in Regensburg. Seine Grabstätte und das zugehörige große Epitaph am sehr prominenten Standort auf dem Gesandtenfriedhof gegenüber dem Südportal der Dreieinigkeitskirche   betont die damalige große Bedeutung des Kurfürstentums Sachsen.

## Leben

### Ausbildung und erste Berufstätigkeit
Strauch wurde als Sohn des späteren Superintendenten von Dresden Aegidius Strauch I. und seiner Frau Euphrosina, der Tochter des Augustin Cranach geboren. Am 26. Juni 1628 immatrikulierte er sich an der Universität Wittenberg. Nach seinen Studien unternahm er eine Bildungsreise, die ihn nach Leiden, London und Paris führte. Auf dem Rückweg kam er über das Elsass in die Schweiz und hatte einen längeren Aufenthalt in Straßburg.
Da er von seinem damaligen Landesherrn Johann Georg I. ein juristisches Stipendium erhalten hatte, wurde er Anfang 1639 in seine sächsische Heimat zurückberufen und stellte sich in Wittenberg am 5. April 1639 dem Examen zum Lizentiaten der Rechte. Im nächsten Jahr erfolgte seine Ernennung zum untersten Professor an der juristischen Fakultät. Nachdem er im Sommersemester 1641 zum Doktor der Rechtswissenschaften promoviert hatte, wurde er in die Professur des Kodex befördert. Nach dem Tod von Jeremias Reusner rückte Strauch 1652 in das Ordinariat der juristischen Fakultät auf.

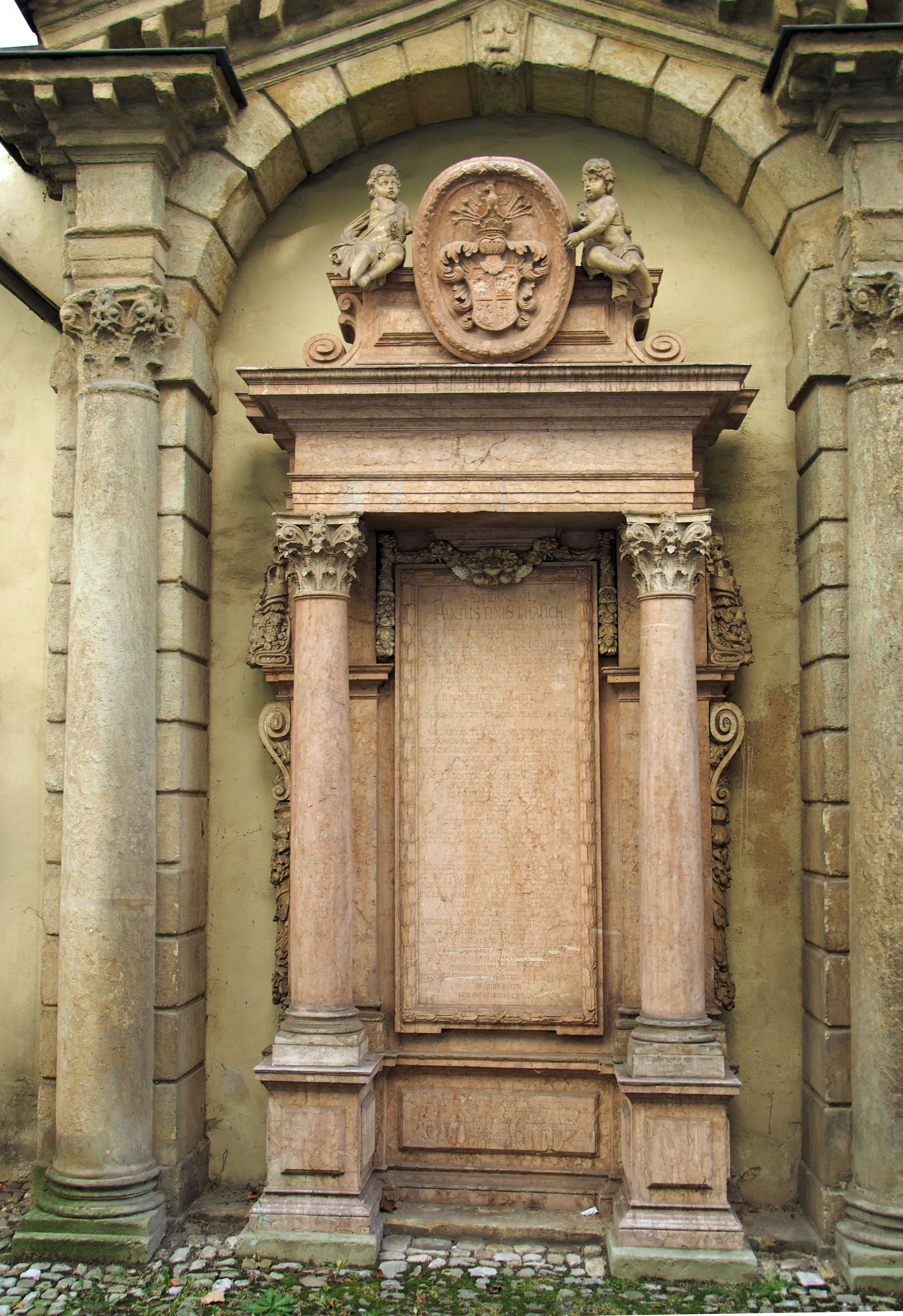
Epitaph Augustin Strauch auf dem Gesandtenfriedhof in Regensburg

In Verbindung mit seinen Professuren war Strauch Appellationsgerichtsrat in Dresden, Beisitzer des Wittenberger Hofgerichtes und geistlichen Konsistoriums und des Niederlausitzer Landgerichts in Lübben geworden.

### Tätigkeit als Diplomat und Gesandter
Nachdem Strauch im Sommersemester 1643 und 1649 das Rektorat der Wittenberger Hochschule verwaltet hatte, wurde er 1652 durch Kurfürst Johann Georg I. nach Dresden zur sächsischen Regierung gezogen und musste sein akademisches Lehramt aufgeben. Als kursächsischer Geheimrat wurde er – ab 1656 für den neuen Kurfürsten Johann Georg II. – bis 1662 für wechselnde Gesandtschaften außerhalb Sachsens eingesetzt. So war er 1658 zum Wahltag von Kaiser Leopold I. in Frankfurt am Main anwesend und wurde als Gesandter auf Reichstagen eingesetzt. Ab 1662 war Strauch als kaiserlicher Rat und kurfürstlicher Kanzler dauerhaft als Gesandter am Immerwährenden Reichstag in Regensburg tätig.

### Tod, Begräbnis und Grabstätte
Strauch verstarb 1674 in Regensburg im Alter von 62 Jahren und wurde auf dem Kirchhof rusüdlich der Dreieinigkeitskirche begraben, der nach weiteren Begräbnissen von Gesandten heute als Gesandtenfriedhof bezeichnet wird. Das Begräbnis und der Name des Gesandten Strauch sind im alten handschriftlichen Begräbnisverzeichnis unter der Nr. 25 festgehalten.
Auf dem Kirchhof südlich der Dreieinigkeitskirche waren bereits während des Dreißigjährigen Krieges im Verlauf der Kämpfe um Regensburg einige schmucklose Grabstätten für Militärpersonen entstanden. Auch nach dem Krieg entstanden während der Reichstage von 1653 und 1663 mehrere Grabstätten für Gesandte, alle aber nur mit einfachen Grabplatten und an östlich hinter der Kirche abgelegenen Liegeorten. Etwas prominenter, aber noch weit östlich entfernt vom aufwändig gestalteten Süd-Portal der Kirche, war 1668 die erste Grabstätte mit einem kleinen Epitaph entstanden für Mitglieder der Exulantenfamilie Stubenberg. Sie hatten sich am Bau der Kirche finanziell beteiligt.
Entsprechend der Bedeutung des Kurfürstentums Sachsen als Schutzmacht der Protestanten, wurde 1674 nach dem Tod des sächsischen Gesandten ein eindrucksvoll großes und künstlerisch aufwändig gestaltetes Strauch-Epitaph geplant. Als passend prominenter Standort auf dem Kirchhof wurde ein Grabplatz direkt gegenüber dem Südportal der Kirche gewählt. Das Grabdenkmal ist von architektonischen Elementen geprägt und verzichtet auf das skulpturelle Bildnis des Verstorbenen und auf andere allegorische Figuren. Das Grabdenkmal besteht aus zwei architektonisch separierten Bauteilen und zeigt ein äußeres Tor mit einer im Tor platzierten Aedikula und einen aus hellen Sandsteinquadern gefügten großen Bogen, der zusammen mit von Fugenverzierten Pfeilern ein großes Tor von 5 m. Höhe bildet, das besetzt ist mit vorgesetzten Halbsäulen und mit korinthischen Kapitellen. Die Oberseite des Tores ist als Dreiecksgiebel ausgebildet, der in den Torbogen einschneidet.
Die Platzwahl für das große, aufwändig gestaltete Strauch-Epitaph wurde nicht geändert, als man beim Bau der Fundamente für das Epitaph auf ältere, hinderliche Militärgrabstätten stieß, die dann eingeebnet wurden. Für den Bau des Epitaphs an der Oberfläche störend war die dort bereits 1635 entstandene Grabstätte des in der Armee von Wallenstein erfolgreich tätig gewesenen hohen Offiziers Hans Ulrich von Schaffgotsch. Er war in Regensburg auf Drängen des Kaisers wegen angeblicher Beteiligung an verräterischen Verschwörungen gegen das Reich nach Folterung ohne Geständnis verurteilt worden und wurde unter großer Beteiligung der Bürgerschaft 1635 unter spektakulären Begleitumständen auf dem Haidplatz hingerichtet. Schaffgotsch hatte angeordnet, seinen Leichnam mit wieder angenähtem Kopf in einem Glas-Sarg im benachbarten Gasthaus in der Krebsgasse auszustellen. Er wurde daraufhin von den Regensburger Bürgern sehr verehrt. Seine Grabstätte, die nach Aussage eines Kircheninspektors von Bürgern gepflegt und von ihnen häufig besucht wurde, ging beim Bau des großen Strauch-Epitaphs komplett verloren. Der Verlust der Schaffgotsch-Grabstätte erregte Widerspruch bei den Bürgern und führte zurschriftlich erhaltenen Beschwerde eines Kirchen-Inspektors beim Rat der Stadt. Die Beschwerde wurde vom Rat abgelehnt, um den Kaiser nicht zu verärgern.
Das Strauch-Epitaph ist eines der vier ältesten von 20 Epitaphien auf dem Gesandtenfriedhof und ist mit seiner noch heute lesbaren Inschrift und der ebenfalls erhaltenen, beschrifteten Grabplatte eine sehenswerte Attraktion. auf dem Friedhof.
Die Epitaph-Inschrift von Strauch endet mit den Worten:

„Er, der mehr als 20 Jahre die Gesandschaft leitete, der als Sprecher des Wahlkommitees an der Wahl zweier neuer Kaiser teilnahm, der öffentlich und privat durch wunderbare Ausgegewogenheit aller Tugenden berühmt war und dessen zur Wieisheit geschaffener Geist unerschütterliche Treue zu Gott und zum Vaterland, dessen erprobte Freundlichkeit gegenüber allen und dessen verdienstvoller Eifer gelehrt hat, dass meist unvereinbare Dinge, dass Wissen mit höfischer Eleganz, Bescheidenheit mit großem Glück, mit dem Geist seiner Zeiten, mit Frömmigkeit und Uneigennützigkeit der Sitten vereinbart werden können. Wehe den eines so großen Geschenkes unwürdigen Ländern, wo darüber herausgehende reiche Früchte das ganze Deutschland nicht so sehr erwartete als für sich begrüßte, ist dieser dem Reichstag des Heiligen Römischen Reiches entrissen worden, damit er im Europäischen Theater seine Rolle abgebe,
 er, dessen ganzes Leben eine öffentliche Darstellung der Tugenden gewesen war,
 außer dass bei ihm alles echt und nichts vorgespielt war. Er starb am 18. Mai 1674 nach zweitägigem Krankenlager, wobei manche Krise vorweggenommen war, nicht sosehr für sich als für das Reich, dessen von Drohungen und Stürmen überzogener Himmel sehr schwierige Zeiten hervorbrachte (Anspielung auf den Eroberungskrieg von Ludwig XIV. Frankreich), welchen günstig entzogen nur mit seinem Glück, er auch das Vaterland nicht unglücklich zurückgegeben hätte. In diesem Einen war der hochgebildete Mann schuldig geworden, weil er die Sehnsüchte eines jeden guten Menschen im Stich ließ, als er am meisten gesucht wurde. Aber dies war in der Hand des Schicksals. Dem besten um sie verdienten Gatten und Vater haben Anna Albertina, die Witwe und gegen ihren Willen Überlebende, und die Kinder dieses Denkmal setzen lassen.“

## Genealogie
Strauch war zweimal verheiratet. Zuerst heiratete er am 21. September 1643 Dorothea Sophia Lentz (* 14. Mai 1621 in Quedlinburg; † 8. Mai 1655 in Wittenberg), die Tochter des Quedlinburger Stiftsrates, späteren Kanzlers in Rudolstadt, Dr. jur. Friedrich Lentz (* 11. September 1591 in Wittenberg; † 9. Januar 1659 in Rudolstadt) und seiner Frau Maria (⚭ 2. Mai 1620; * 18. Juli 1598 in Wittenberg; † Mai 1640 in Quedlinburg), die Tochter Benedikt Carpzovs des Älteren. Aus dieser Ehe sind bekannt:
- Ägidius Strauch (* 31. Juli 1646 in Wittenberg; begr. 7. August 1646 in Wittenberg)
- Ägidius Friedrich Strauch (* September 1650 in Wittenberg; † 22. September 1650 in Wittenberg)
- Augustin Strauch (* 2. Mai 1655 in Wittenberg), Militär, 1684 war er Leutnant im Oberst Kupfferischen Regiment und als Gevatter in den Wittenberger Kirchenbüchern erwähnt
- Euphrosina Maria Strauch (* 27. September 1644 in Wittenberg)
- Dorothea Sophia Strauch (* 11. November 1647 in Wittenberg; † 27. Januar 1710 in Halle (Saale)) verheiratet am 11. Juli 1681 in Wittenberg mit Friedrich Hohndorf (* 25. August 1628; † 30. April 1694 in Halle (Saale)) Doktor der Rechte, brandenburgischer Hof- und Justizrat sowie Salzgraf in Halle
- Christina Strauch (* 6. April 1652; † 18. Oktober 1711 in Wittenberg) erste Ehe mit Wilhelm Leyser II., zweite Ehe am 13. April 1691 mit Michael Walther dem Jüngeren, Doktor und Professor der Theologie in Wittenberg.

In zweiter Ehe war Strauch ab dem 24. August 1658 mit Anna Alberti (* 26. April 1640 in Gera; † 14. Januar 1697 in Zerbst) verheiratet, der Tochter des gräflich reußischen Rats und Kanzlers (Konsistorialdirektor) Johann Alberti (* 20. Mai 1600 in Lobenstein/Vogtland; † 13. Juli 1680 in Gera) und der Anna Thomas (* 31. August 1620 in Leipzig; † 30. Juli 1669 in Gera). – eine Nichte von Jakob Thomasius und Johann Thomasius. Aus dieser Ehe ist eine Tochter bekannt.
- Anna Augusta Strauch (* 5. Juni 1659 in Wittenberg) heiratete am 10. September 1678 Dr. Ludwig Lentz (* 23. März 1647 in Dresden; † 29. Dezember 1720 in Dresden).

## Werkauswahl
- Disp. De Commerciorum navalium Jure singulari.
- De German. Principium jure.
- De Majestate legibus & armis instruenda.
- De religione & circa eam summi magistratus jure & autoritate.
- De Consistorii ecclesiastici juribus ad magistratum pertinentibus. Wittenberg 1651.
- De praeventione.
- De locatione & conductione.
- De fama publica. 1649
- Ad I. Un. C. De sententiis pro eo, quod interest.
- De professore.
- De processu secundae instantiae. 1654
- De successione conjugum. 1645
- De tortura. 1652
- De actione tutelae directa. 1638
- Collegium juridicum Successionum ab intestato VII Disputationibus propositum.